# Avenida Rio Branco (Natal)

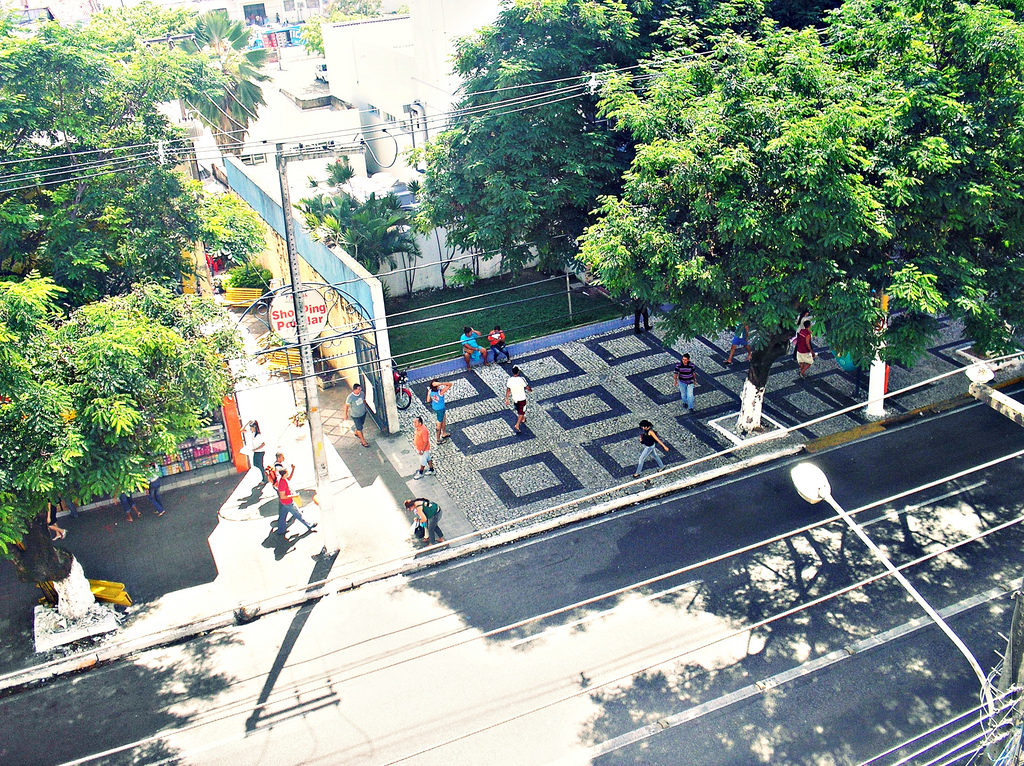
Foto da Avenida Rio Branco.

A Avenida Rio Branco (antiga Rua Nova) é uma importante via localizada no bairro de Cidade Alta em Natal, capital do estado do Rio Grande do Norte. É uma das principais e avenidas da capital potiguar. Era um logradouro predominantemente residencial até por volta das décadas de 1970 e 1980, quando as casas, em sua maioria, foram substituídas por lojas de diversos tipos, fato que se deu também em outras ruas da Cidade Alta. Até hoje, nela se concentram vários estabelecimentos comerciais.
Durante o século XIX, a avenida era conhecida como "Rua Nova", pois delimitava Natal a leste. No entanto, em 13 de fevereiro de 1888, o nome foi substituído por "Visconde do Rio Branco", em homenagem ao estadista, professor e diplomata José Maria da Silva Paranhos, primeiro e único visconde do Rio Branco.